# Arcibiskupské zahrady v Kroměříži
V Kroměříži se nacházejí dvě velké zahrady založené olomouckými biskupy a arcibiskupy:
- Květná zahrada je menší a mladší, byla založena v letech 1665–1675 za hradbami tehdejšího města (nyní v západní část města 49°17′48″ s. š., 17°22′53″ v. d.) biskupem Karlem II. z Lichtenštejna. Jednu stranu zahrady tvoří 244 metrů dlouhá kolonáda.

- Podzámecká zahrada (4949°18′10″ s. š., 17°23′39″ v. d.) je větší (64 ha)[1] a společně s Květnou zahradou a Arcibiskupským zámkem je od roku 1995 národní kulturní památkou a od roku 1998 položkou na Listině světového přírodního a kulturního dědictví UNESCO. Je také součástí Městské památkové rezervace Kroměříž.[2]

Historické materiály (plány, kresby, modely, obrazy atd.) vztahující se ke kroměřížským zahradám a zahradní architektuře v 16.-19. století jsou umístěny v expozici zahradní kultury, která byla zřízena ve dvou sálech zámku.